# Ørsvåg
Ørsvåg est une localité du comté de Nordland, en Norvège.

## Géographie
Administrativement, Ørsvåg fait partie de la kommune de Vågan.